# Norah McClintock
Norah McClintock (Montréal, 1952. március 11. – Toronto, 2017. február 6.) kanadai író.

## Főbb művei
The Mike & Riel sorozat
- Hit and Run (2003)
- Truth and Lies (2004)
- Dead and Gone (2004)
- Seeing and Believing (2006)
- Dead Silence (2008)

The Robyn Hunter sorozat
- Last Chance (2006)
- You can Run (2006)
- Nothing to Lose (2007)
- Out of the Cold (2007)
- Shadow of Doubt (2008)
- Nowhere to Turn (2009)
- Change of Heart (2009)
- In Too Deep (2010)
- Something to Prove (2010)

The Chloe & Levesque sorozat
- Over the Edge (2000)
- Scared to Death (2001)
- Break and Enter (2002)
- No Escape (2003)
- Double Cross (2005)
- Not a Trace (2005)
- The Third Degree (2005)

Ryan Dooley sorozat
- Dooley Takes The Fall (2007)
- Homicide Related: A Ryan Dooley Mystery (2009)
- Victim's Rights: A Ryan Dooley series (2010)

Riley Donovan sorozat
- A betörő (Breaking In); ford: Szoboszlay Anna
- Szimatot fogva (Picking up the Scent); ford: Szoboszlay Anna
- Megvezetve (Framed)
- Kultaisten niittyjen salaisuus
- Schooled
- Web of Lies

további művei
- Sixty-Four Sixty-Five (1989)
- Shakespeare and Legs (1989)
- The Stepfather Game (1991)
- Jack's Back (1993)
- Mistaken Identity (1995)
- The Body in the Basement (1997)
- Sins of the Father (1998)
- Password: Murder (1999)
- A Lot to Lose (2004)

## Magyarul
- Chloé és a zsaru; ford. Csáki Judit; Móra, Bp., 2008 (Mesterdetektív)
- A betörő; ford. Szoboszlay Anna; Girl:it, Bp., 2012 (Riley Donovan)
- Megvezetve; ford. Szoboszlay Anna; Girl:it, Bp., 2013 (Riley Donovan)
- Szimatot fogva; ford. Szoboszlay Anna; Girl:it, Bp., 2013 (Riley Donovan)
- Az Aranyrét titka; ford. Szoboszlay Anna; Girl:it, Bp., 2014 (Riley Donovan)

## Díjai
Arthur Ellis-díj – a legjobb ifjúsági krimi
- 1996 (Mistaken Identity)
- 1998 (The Body in the Basement)
- 1999 (Sins of the Father)
- 2002 (Scared to Death)
- 2003 (Break and Enter)

Red Maple-díj
- 2004 (Hit and Run)